# Castell’Alfero
Castell’Alfero (piemontiul: Castel Alfé) település Olaszországban, Piemont régióban, Asti megyében. Lakosainak száma 2610 fő (2023. január 1.). Castell’Alfero Asti, Calliano, Corsione, Cossombrato, Frinco, Tonco és Villa San Secondo községekkel határos.

## Népesség
A település lakossága az elmúlt években az alábbi módon változott:
| Lakosok száma | 2755 | 2709 | 2610 |
|               | 2017 | 2018 | 2023 |